# Morti nel 1985/Novembre
| Questa pagina contiene informazioni ricavate automaticamente dalle voci biografiche con l'ausilio del template Bio e di un bot. L'aggiornamento è periodico e automatico e ricostruisce completamente la pagina. Se manca una persona in questa lista, sei pregato di non aggiungerla, ma accertati piuttosto che la sua voce biografica contenga il template Bio e che i dati anagrafici siano correttamente compilati. Se il template Bio manca, inseriscilo tu stesso o, in alternativa, metti l'avviso {{tmp\|Bio}} che ne segnala la mancanza. Se i dati riportati sono sbagliati, correggi direttamente la voce biografica; le modifiche saranno visibili in questa lista entro pochi giorni. Per chiarimenti vedi il progetto biografie. La lista contiene solo le 93 persone che sono citate nell'enciclopedia e per le quali è stato implementato correttamente il template Bio. Pagina aggiornata al 3 mar 2024. |

- 1º novembre - Charley Fusari, pugile italiano (n. 1924)
- 1º novembre - Vladimir Gorochov, allenatore di calcio e calciatore sovietico (n. 1910)
- 1º novembre - Albert Guyot, sceneggiatore e regista francese (n. 1903)
- 1º novembre - Yvonne Hagnauer, pedagoga francese (n. 1898)
- 1º novembre - Lucien Michard, pistard francese (n. 1903)
- 1º novembre - Phil Silvers, attore, cantante e cabarettista statunitense (n. 1911)
- 2 novembre - Gastone Belotti, musicologo italiano (n. 1920)
- 3 novembre - John Michael Wallace-Hadrill, storico britannico (n. 1916)
- 4 novembre - Cus D'Amato, manager e allenatore di pugilato statunitense (n. 1908)
- 4 novembre - Rudolf Fernau, attore tedesco (n. 1898)
- 4 novembre - John Axel Nannfeldt, micologo e botanico svedese (n. 1904)
- 4 novembre - Vasilij Sergeevič Ordynskij, regista cinematografico sovietico (n. 1923)
- 5 novembre - Jean Théodore Delacour, ornitologo francese (n. 1890)
- 5 novembre - Roberto Salvini, storico dell'arte e funzionario italiano (n. 1912)
- 5 novembre - Boris Tolmazov, attore sovietico (n. 1912)
- 6 novembre - György Bónis, giurista e storico ungherese (n. 1914)
- 6 novembre - Gino Cortelazzo, scultore italiano (n. 1927)
- 6 novembre - Sanjeev Kumar, attore indiano (n. 1938)
- 7 novembre - Friedrich Traugott Wahlen, politico svizzero (n. 1899)
- 8 novembre - Nicolas Frantz, ciclista su strada lussemburghese (n. 1899)
- 8 novembre - Odd Fredriksen, calciatore norvegese (n. 1921)
- 8 novembre - Tullio Grassi, calciatore svizzero (n. 1910)
- 8 novembre - Masten Gregory, pilota automobilistico statunitense (n. 1932)
- 8 novembre - Duilio Marcante,  italiano (n. 1914)
- 8 novembre - Renato Mocellini, bobbista italiano (n. 1929)
- 9 novembre - Herbert Kuhlmann, militare tedesco (n. 1915)
- 9 novembre - Mary MacLaren, attrice statunitense (n. 1896)
- 9 novembre - Marie-Georges Pascal, attrice francese (n. 1946)
- 9 novembre - Helen Rose, costumista statunitense (n. 1904)
- 9 novembre - Stasys Šačkus, cestista lituano (n. 1907)
- 9 novembre - Peter Sutton, cestista australiano (n. 1931)
- 9 novembre - Leonard Henry Caleb Tippett, statistico britannico (n. 1902)
- 10 novembre - Olav Sunde, giavellottista norvegese (n. 1903)
- 10 novembre - Branislav Vukosavljević, allenatore di calcio e calciatore jugoslavo (n. 1929)
- 11 novembre - Pelle Lindbergh, hockeista su ghiaccio svedese (n. 1959)
- 11 novembre - Girolamo Quaglia, lottatore italiano (n. 1902)
- 11 novembre - Arthur Rothstein, fotografo statunitense (n. 1915)
- 11 novembre - Leni Schmidt, velocista tedesca (n. 1906)
- 12 novembre - Mario Cheri, politico italiano (n. 1934)
- 12 novembre - Ildebrando Gregori, presbitero italiano (n. 1894)
- 13 novembre - Elmar Beierstettel, schermidore tedesco (n. 1948)
- 13 novembre - Gian Carlo Dal Verme, dirigente sportivo e scacchista italiano (n. 1908)
- 13 novembre - Aleksandr Ivanovič Pokryškin, militare e aviatore sovietico (n. 1913)
- 14 novembre - Dmitrij Konstantinovič Beljaev, genetista e zoologo sovietico (n. 1917)
- 14 novembre - Wellington Koo, politico e diplomatico cinese (n. 1887)
- 15 novembre - Meret Oppenheim, artista svizzera (n. 1913)
- 15 novembre - Carlos Spadaro, calciatore argentino (n. 1902)
- 16 novembre - Léon Lampo, cestista belga (n. 1923)
- 16 novembre - Omayra Sánchez,  colombiana (n. 1972)
- 16 novembre - John Sparkman, politico, avvocato e giurista statunitense (n. 1899)
- 17 novembre - Augusto Černigoj, pittore sloveno (n. 1898)
- 17 novembre - Lon Nol, generale e politico cambogiano (n. 1913)
- 17 novembre - Carlo Alfredo del Liechtenstein, principe liechtensteinese (n. 1910)
- 18 novembre - Adelio Albarello, politico italiano (n. 1918)
- 18 novembre - Osvaldo Lamborghini, scrittore e poeta argentino (n. 1940)
- 18 novembre - Yrjö Nikkanen, giavellottista finlandese (n. 1914)
- 19 novembre - Juan Arvizu, tenore messicano (n. 1900)
- 19 novembre - Robert Breiter, hockeista su ghiaccio svizzero (n. 1909)
- 19 novembre - Stepin Fetchit, attore statunitense (n. 1902)
- 19 novembre - Vittorio Parmentola, storico italiano (n. 1903)
- 19 novembre - Bob Synnott, cestista statunitense (n. 1912)
- 20 novembre - Tommaso Ajroldi, politico italiano (n. 1904)
- 21 novembre - René Dedieu, calciatore francese (n. 1898)
- 21 novembre - Henri Vincenot, pittore, scrittore e scultore francese (n. 1912)
- 21 novembre - Mirosława Zakrzewska, pallavolista, cestista e pallamanista polacca (n. 1932)
- 22 novembre - Epifanio Méndez Fleitas, politico, scrittore e musicista paraguaiano (n. 1917)
- 22 novembre - María Sabina, poetessa messicana (n. 1894)
- 23 novembre - Remigio Bellini, calciatore italiano (n. 1930)
- 23 novembre - Leonhard Kass, calciatore estone (n. 1911)
- 23 novembre - Nina Quartero, attrice statunitense (n. 1908)
- 24 novembre - René Barjavel, scrittore, giornalista e sceneggiatore francese (n. 1911)
- 24 novembre - Franca Pieroni Bortolotti, storica italiana (n. 1925)
- 24 novembre - Maurice Podoloff, avvocato e dirigente sportivo statunitense (n. 1890)
- 24 novembre - George Raynor, allenatore di calcio e calciatore inglese (n. 1907)
- 24 novembre - Big Joe Turner, cantante statunitense (n. 1911)
- 25 novembre - Geoffrey Grigson, poeta britannico (n. 1905)
- 25 novembre - Fortunato Licandro, politico italiano (n. 1923)
- 25 novembre - Elsa Morante, scrittrice, saggista e poetessa italiana (n. 1912)
- 26 novembre - Frank Beaty, cestista statunitense (n. 1919)
- 26 novembre - Sergej Apollinarievič Gerasimov, attore e regista sovietico (n. 1906)
- 26 novembre - Bill Jackson, cestista irlandese (n. 1918)
- 26 novembre - Francesco Parrino, politico italiano (n. 1931)
- 26 novembre - Vivien Thomas, medico statunitense (n. 1910)
- 27 novembre - Fernand Braudel, storico francese (n. 1902)
- 27 novembre - Harry Harvey, attore statunitense (n. 1901)
- 27 novembre - André Hunebelle, regista francese (n. 1896)
- 27 novembre - Rendra Karno, attore indonesiano (n. 1920)
- 28 novembre - Karl Abt, pittore tedesco (n. 1899)
- 28 novembre - John McNally, giocatore di football americano e allenatore di football americano statunitense (n. 1903)
- 28 novembre - Antonio Enrico Monteleone, militare italiano (n. 1951)
- 28 novembre - Josef Smistik, allenatore di calcio e calciatore austriaco (n. 1905)
- 29 novembre - Eduards Andersons, cestista lettone (n. 1914)
- 29 novembre - Gaston Féry, velocista francese (n. 1900)